# 小山美砂
小山 美砂（こやま みさ、1994年 - ）は、日本のジャーナリスト、新聞記者。元毎日新聞社記者。

## 来歴・人物
大阪府大阪市出身。2017年毎日新聞社に入社した。本人の希望により広島支局に配属され勤務し、広島原爆投下による被爆者などの取材活動をした。2019年秋に広島支局で原爆報道キャップになり「区域外の被爆者を訪ねて 『黒い雨』の原告は訴える」と題する記事を連載し、被曝した当事者とその支援者計約100人に取材し、その証言を伝え、被爆者を援護する上での課題を明らかにしようとした。この問題について2022年7月に集英社新書の1冊として『「黒い雨」訴訟』を刊行し、2023年9月に第66回JCJ賞を受賞し、「日本の被爆者運動全体の歴史を含む（中略）「黒い雨をめぐる被爆者運動の俯瞰図」をまとめ上げた初めてのドキュメント」と評された。大阪社会部勤務を経て、2022年12月末に毎日新聞社を退社。2023年1月からフリーランスとして広島を拠点に取材活動を続けている。
趣味は焚き火、料理、酒。

## 受賞歴
- 2023年 - 『「黒い雨』訴訟』で第66回JCJ賞を受賞[4]。

## 著書
- 『「黒い雨」訴訟』（2022年、集英社新書）

【共著】
- 『私たちは黙らない！』（2023年、日本機関紙出版センター）

## 出演・講演
出演
- TBSラジオ「荻上チキ・Session」

特集『広島の「黒い雨」被爆者はなぜ戦後置き去りにされたのか』（2022年8月19日）
特集「上告断念の政治決断から2年。今なお続く黒い雨訴訟の今とこれから」（2023年8月2日）
- Youtube番組 デモクラシータイムス

「【高瀬毅のずばり！真相】『黒い雨』を追って～置き去りにされた被爆者たち～」（2023年8月6日）
- MBS『映像 '24 記者たち～多数になびく社会のなかで～』（2024年3月3日放送）[6]

講演
- 日本パグウォッシュ会議・総会記念シンポジウム（2021年11月）
- 科研費基礎研究会「広島・長崎原爆による黒い雨・米核実験による放射性降下物の歴史的検証」・講演会とシンポジウム（2022年12月）
- 日本平和学会 部会「核のフォールアウトと日米関係」（2023年6月）